# Emma Nicol
Emma Nicol, född 1801, död 1877, var en brittisk skådespelare, aktiv 1808-62. Hon tillhörde eliten bland skådespelare i Skottland mellan 1834 och 1862. 
Hon var dotter till aktören Sarah Bezra Nicol och debuterade på scen som barnskådespelare vid sin mors sida sju år gammal 1808 i Edinburgh. Från 1808 till 1824 var hon engagerad på Royal och the Minor Theatre i Edinburgh, där hon främst spelade subrettroller. 1824-29 framträdde hon på Drury Lane i London, och därefter i resande sällskap. Från 1834 var hon aktiv i Edinburgh på Theatre Royal, där hon blev en av Skottlands scenstjärnor. 
Hennes fack var gumroller. Bland rollerna fanns Mrs. Gloomly i ‘Laugh when you can’, Madame Leroud i ‘102, or my Great-great-grandfather’, och Mrs. Dismal i Buckstones ‘Married Life’. 